# Кубок Центральної Європи з футболу 1936—1938
Четвертий розіграш Кубка Центральної Європи з футболу розпочався 22 березня 1936 року та не був проведений до кінця через Аншлюс Австрії 12 березня 1938 року. Остання гра розіграшу була проведена 3 квітня 1938 року, загалом відбулося 14 з 20 передбачених регламентом змагання матчів.

## Результати матчів
| Господарі      | Результат | Гості          | Місце і день гри            |
| -------------- | --------- | -------------- | --------------------------- |
| Австрія        | 1 — 1     | Чехословаччина | Відень, 22 березня 1936     |
| Угорщина       | 5 — 3     | Австрія        | Будапешт, 27 вересня 1936   |
| Чехословаччина | 5 — 2     | Угорщина       | Прага, 18 жовтня 1936       |
| Італія         | 4 — 2     | Швейцарія      | Мілан, 25 жовтня 1936       |
| Швейцарія      | 1 — 3     | Австрія        | Цюрих, 8 листопада 1936     |
| Чехословаччина | 5 — 3     | Швейцарія      | Прага, 21 лютого 1937       |
| Австрія        | 2 — 0     | Італія         | Відень, 21 березня 1937     |
| Швейцарія      | 1 — 5     | Угорщина       | Базель, 11 квітня 1937      |
| Італія         | 2 — 0     | Угорщина       | Турин, 25 квітня 1937       |
| Чехословаччина | 0 — 1     | Італія         | Прага, 23 травня 1937       |
| Угорщина       | 8 — 3     | Чехословаччина | Будапешт, 19 вересня 1937   |
| Австрія        | 4 — 3     | Швейцарія      | Відень, 19 вересня 1937     |
| Австрія        | 1 — 2     | Угорщина       | Відень, 10 жовтня 1937      |
| Чехословаччина | 2 — 1     | Австрія        | Прага, 24 жовтня 1937       |
| Швейцарія      | 2 — 2     | Італія         | Женева, 31 жовтня 1937      |
| Угорщина       | 2 — 0     | Швейцарія      | Будапешт, 14 листопада 1937 |
| Швейцарія      | 4 — 0     | Чехословаччина | Базель, 3 квітня 1938       |

## Підсумкова таблиця
Таблицю наведено на момент припинення турніру у квітні 1938 року.
|  | Команда        | І | О  | В | Н | П | М+ | М- | РМ |
|  | -------------- | - | -- | - | - | - | -- | -- | -- |
|  | Угорщина       | 7 | 10 | 5 | 0 | 2 | 24 | 15 | +9 |
|  | Італія         | 4 | 7  | 3 | 1 | 0 | 9  | 4  | +5 |
|  | Чехословаччина | 7 | 7  | 3 | 1 | 3 | 16 | 20 | -4 |
|  | Австрія        | 6 | 5  | 2 | 1 | 3 | 13 | 14 | -1 |
|  | Швейцарія      | 8 | 3  | 1 | 1 | 6 | 16 | 25 | -9 |
|  |                |   |    |   |   |   |    |    |    |
|  |                |   |    |   |   |   |    |    |    |

## Найкращі бомбардири
| Гравець         | Команда        | Голи |
| --------------- | -------------- | ---- |
| Дьордь Шароші   | Угорщина       | 10   |
| Франтішек Клоз  | Чехословаччина | 5    |
| Сільвіо Піола   | Італія         | 5    |
| Геза Тольді     | Угорщина       | 5    |
| Дьюла Женгеллер | Угорщина       | 4    |